# Laura Damgaard
Laura Damgaard Lund (født 16. september 1996 i Horsens) er en dansk håndboldspiller, der spiller for HH Elite. I 2018-19 sæsonen var hun topscorer i grundspillet i den danske liga.